# Греко-римская борьба на летних Олимпийских играх 1968 — до 52 кг
Соревнования по греко-римской борьбе в рамках Олимпийских игр 1968 года в наилегчайшем весе (до 52 килограммов) прошли в Мехико с 23 по 26 октября 1968 года в «Ice Rink of the Insurgents».
Турнир проводился по системе с начислением штрафных баллов.
- 0 штрафных очков в случае чистой победы или дисквалификации противника, а также неявки;
- 0,5 штрафных очка в случае победы ввиду явного технического превосходства (на восемь и более баллов);
- 1 штрафное очко в случае победы по баллам (с разницей менее восьми баллов);
- 2 штрафных очка в случае результативной ничьей;
- 2,5 штрафных очка в случае безрезультатной ничьей (пассивной ничьей);
- 3 штрафных очка в случае поражения по баллам (с разницей менее восьми баллов);
- 3,5 штрафных очка в случае поражения ввиду явного технического превосходства соперника (на восемь и более баллов);
- 4 штрафных очка в случае чистого поражения или дисквалификации а также неявки.

Трое оставшихся борцов выходили в финал, где проводили встречи между собой. Встречи между финалистами, состоявшиеся в предварительных схватках, шли в зачёт. Схватка по регламенту турнира продолжалась 9 минут в три трёхминутных периода, в партер ставили менее активного борца. Мог быть назначен овертайм.
В наилегчайшем весе боролись 24 участника. Самым молодым участником был 18-летний Судеш Кумар, самым возрастным 31-летний Рольф Лакур. В качестве претендентом на медали рассматривались чемпион мира 1967 года Владимир Бакулин и чемпион Европы 1967 года Петр Киров. После пятого круга остались в турнире они двое, чешский борец Мирослав Земан и венгр Имре Алкер, при этом Бакулин уже проиграл Кирову. В шестом круге выбыли все, кроме Кирова, который и получил золотую медаль; остальные места были распределены по количеству штрафных баллов.

## Медалисты
- Петр Киров (BUL)
- Владимир Бакулин (URS)
- Мирослав Земан (TCH)

## Первый круг
| Штрафных баллов | Участник 1             | Результат              | Участник 2                 | Штрафных баллов |
| --------------- | ---------------------- | ---------------------- | -------------------------- | --------------- |
| 2               | Ахмед Чакрур (SYR)     | Ничья                  | Мохамед Салем Монгед (EGY) | 2               |
| 0               | Мирослав Земан (TCH)   | Туше (5:20)            | Леонель Дуарте (POR)       | 4               |
| 1               | Син Сан Сик (KOR)      | По очкам               | Алекс Бёргер (DEN)         | 3               |
| 0               | Энрике Хименес (MEX)   | Туше (1:25)            | Густаво Рамирес (GUA)      | 4               |
| 2,5             | Имре Алкер (HUN)       | Ничья                  | Рольф Лакур (FRG)          | 2,5             |
| 2               | Мохамед Кармуз (MAR)   | Ничья                  | Судеш Кумар (IND)          | 2               |
| 1               | Бошко Маринко (YUG)    | По очкам               | Андре Годино (FRA)¹        | 3               |
| 1               | Георге Стоичиу (ROU)   | По очкам               | Ян Михалик (POL)           | 3               |
| 0               | Юсси Вестеринен (FIN)  | Дисквалификация (9:45) | Суити Исигуро (JPN)        | 4               |
| 1               | Василиос Ганотис (GRE) | По очкам               | Доменико Центуриони (ITA)  | 3               |
| 1               | Петр Киров (BUL)       | По очкам               | Метин Чикмаз (TUR)         | 3               |
| 1               | Владимир Бакулин (URS) | По очкам               | Рич Тэмбл (USA)            | 3               |

¹ Снялся с соревнований

## Второй круг
| Штрафных баллов | Участник 1                | Результат               | Участник 2                  | Штрафных баллов |
| --------------- | ------------------------- | ----------------------- | --------------------------- | --------------- |
| 2,5             | Ахмед Чакрур (SYR)        | За явным превосходством | Леонель Дуарте (POR)        | 7,5             |
| 1               | Мирослав Земан (TCH)      | По очкам                | Мохамед Салем Монгед (EGY)¹ | 5               |
| 2               | Энрике Хименес (MEX)      | Ничья                   | Алекс Бёргер (DEN)          | 5               |
| 1               | Син Сан Сик (KOR)         | Туше (0:56)             | Густаво Рамирес (GUA)       | 8               |
| 2,5             | Имре Алкер (HUN)          | Туше (2:57)             | Судеш Кумар (IND)           | 6               |
| 2,5             | Рольф Лакур (FRG)         | Дисквалификация         | Мохамед Кармуз (MAR)        | 6               |
| 3,5             | Бошко Маринко (YUG)       | Ничья                   | Георге Стоичиу (ROU)        | 3,5             |
| 1               | Юсси Вестеринен (FIN)     | По очкам                | Ян Михалик (POL)            | 6               |
| 3               | Доменико Центуриони (ITA) | Туше (2:01)             | Суити Исигуро (JPN)         | 8               |
| 2               | Петр Киров (BUL)          | По очкам                | Василиос Ганотис (GRE)      | 4               |
| 4               | Метин Чикмаз (TUR)        | По очкам                | Рич Тэмбл (USA)             | 6               |
| 1               | Владимир Бакулин (URS)    | Пропускал               |                             |                 |

¹ Снялся с соревнований

## Третий круг
| Штрафных баллов | Участник 1             | Результат       | Участник 2                | Штрафных баллов |
| --------------- | ---------------------- | --------------- | ------------------------- | --------------- |
| 1               | Владимир Бакулин (URS) | Дисквалификация | Ахмед Чакрур (SYR)        | 6,5             |
| 1               | Мирослав Земан (TCH)   | Туше (1:55)     | Алекс Бёргер (DEN)        | 9               |
| 3               | Энрике Хименес (MEX)   | По очкам        | Син Сан Сик (KOR)         | 4               |
| 3,5             | Имре Алкер (HUN)       | По очкам        | Бошко Маринко (YUG)       | 6,5             |
| 2,5             | Рольф Лакур (FRG)      | Туше (1:52)     | Георге Стоичиу (ROU)      | 7,5             |
| 2               | Юсси Вестеринен (FIN)  | По очкам        | Василиос Ганотис (GRE)    | 7               |
| 3               | Петр Киров (BUL)       | По очкам        | Доменико Центуриони (ITA) | 6               |
| 4               | Метин Чикмаз (TUR)     | Пропускал       |                           |                 |

## Четвёртый круг
| Штрафных баллов | Участник 1             | Результат | Участник 2            | Штрафных баллов |
| --------------- | ---------------------- | --------- | --------------------- | --------------- |
| 2               | Владимир Бакулин (URS) | По очкам  | Метин Чикмаз (TUR)    | 7               |
| 2               | Мирослав Земан (TCH)   | По очкам  | Син Сан Сик (KOR)     | 7               |
| 4,5             | Имре Алкер (HUN)       | По очкам  | Энрике Хименес (MEX)  | 6               |
| 5               | Рольф Лакур (FRG)      | Ничья     | Юсси Вестеринен (FIN) | 4,5             |
| 3               | Петр Киров (BUL)       | Пропускал |                       |                 |

## Пятый круг
| Штрафных баллов | Участник 1        | Результат | Участник 2             | Штрафных баллов |
| --------------- | ----------------- | --------- | ---------------------- | --------------- |
| 4               | Петр Киров (BUL)  | По очкам  | Владимир Бакулин (URS) | 5               |
| 6               | Рольф Лакур (FRG) | По очкам  | Мирослав Земан (TCH)   | 5               |
| 5,5             | Имре Алкер (HUN)  | По очкам  | Юсси Вестеринен (FIN)  | 7,5             |

## Шестой круг
| Штрафных баллов | Участник 1             | Результат | Участник 2           | Штрафных баллов |
| --------------- | ---------------------- | --------- | -------------------- | --------------- |
| 5               | Петр Киров (BUL)       | По очкам  | Мирослав Земан (TCH) | 8               |
| 6               | Владимир Бакулин (URS) | По очкам  | Имре Алкер (HUN)     | 8,5             |